# Constantino Láscaris
Constantino Láscaris, em grego Κωνσταντίνος Λάσκαρης (Constantinopla, 1434 — Messina, 1501), foi um filólogo e humanista bizantino. É considerado como um dos promotores do renascimento do estudo da língua grega na Itália.

## Biografia
Láscaris era descendente de uma nobre família da Bitínia, os Láscaris, da qual fizeram parte quatro imperadores do Niceia, durante o século XIII.
Láscaris foi aluno de João Argyropulos, um dos mais notáveis eruditos do Renascimento. Em 1453, depois da queda de Constantinopla, exilou-se na Itália, depois de um breve período em Corfu, graças à intermediação do cardeal Basílio Bessarion. Em 1460, agregou-se à corte dos Sforza de Milão, onde Francesco Sforza o contratou como  docente para sua filha Ippolita. Ali tornou-se rapidamente o centro de um círculo de humanistas.
Em seguida, Láscaris ensinou língua grega na Universidade de Roma, a convite de Bessarion, e depois, em Nápoles, por solicitação do rei Fernando I. Enfim, a partir de 1466 até sua morte, em Messina, onde entre os seus alunos estava Pietro Bembo.
Em 1476 Láscaris escreveu uma gramática grega, intitulada Erotemata, impressa naquele ano em Milão por Dionysius Paravisinus, que foi o primeiro livro inteiramente impresso em caracteres gregos na Europa. Uma nova edição dessa gramática foi impressa por Aldo Manuzio em 1495, com 150 acréscimos e correções que Láscaris havia confiado a Pietro Bembo. Quando morreu, Láscaris deixou cerca de 76 volumes para o Senado de Messina. A coleção foi posteriormente transferida para a Espanha, onde atualmente está na biblioteca do Escorial.